# 火箭少女101研究所
《火箭少女101研究所》是火箭少女101的专属团综，原计划采用101期倒计时实录。主要记录火箭少女101的工作与生活。每周四更新一集。

## 第一季
| 期數 | 發佈日期       | 內容 |
| 1    | 2018年7月12日  | 11人入住宿舍开心到起飞，填写心愿卡小心愿公开 |
| 2    | 2018年7月19日  | 成员们为赖美云有爱庆生，首次声乐测评超紧张 |
| 3    | 2018年7月26日  | 直击电影OST《卡路里》MV拍摄现场，少女们爆笑方言大作战 |
| 4    | 2018年8月2日   | 成员们心目中的队长原来是她~还模仿严厉队长超可爱，赖美云、徐梦洁、Sunnee、段奥娟4人聚餐吃烤肉。                                                                                      |
| 5    | 2018年8月9日   | 美岐宣仪带队开美妆课堂，杨超越生日直播唱歌超可爱 |
| 6    | 2018年8月16日  | 回答Doki网友提问和要求，杨超越Q&A，Yamy跳舞，赖美云土味情话，Sunnee演技秀，李紫婷猜词，傅菁挑战唱歌不皱眉，徐梦洁自拍教程，段奥娟《摩天轮的眼泪》，成团首支单曲《撞》发布会训练实录 |
| 7    | 2018年8月23日  | 首支单曲《撞》准备过程，《撞》发布会现场 |
| 8    | 2018年8月30日  | 少女们重回比赛舞台，助阵《明日之子》幕后超有趣 |
| 9    | 2018年9月6日   | 直击《撞》mv幕后 |
| 10   | 2018年9月13日  | 揭秘杂志大片拍摄幕后，复古婚纱中性每种风格都hold住！萝卜蹲游戏，赖美云模仿秀 |
| 11   | 2018年9月20日  | 火箭少女的一天日常，排练《Light》，火箭小剧场之《流星花园》，谁是卧底游戏 |
| 12   | 2018年9月27日  | 直击火箭少女101《Light》MV拍摄幕后，吴宣仪隐藏任务，中秋节谁吃了芥末味月饼大挑战 |
| 13   | 2018年10月4日  | 成员们准备生日惊喜，sunnee泪奔超感动，Sunnee化身美妆博主 |
| 14   | 2018年10月11日 | 厨艺大考验，吴宣仪买菜，赖美云Sunnee做饭。杨超越段奥娟Yamy李紫婷你画我猜游戏 |
| 15   | 2018年10月18日 | Yamy生日，队员暖心行动。歌词接龙游戏。彩蛋：赖美云《春风吹》吴宣仪《答案》段奥娟《烟火里的尘埃》                                                                                    |
| 16   | 2018年10月25日 | 杨超越Yamy赖美云紫宁傅菁韩国购物小分队，吴宣仪段奥娟《学猫叫》 |
| 17   | 2018年11月1日  | 北京见面会后台为孟美岐庆生，赖美云Sunnee徐梦洁暖心小剧场，生而为赢MV |
| 18   | 2018年11月8日  | 《生而为赢》mv拍摄幕后，杨超越隐藏任务 |
| 19   | 2018年11月15日 | 《生而为赢》mv拍摄幕后，孟美岐隐藏任务，10个人（除紫宁）歌词接龙， 生而为赢练习室版                                                                                                 |
| 20   | 2018年11月22日 | 杨超越段奥娟Yamy赖美云紫宁Sunnee李紫婷傅菁抢毛巾游戏，感恩节暖心为粉丝做礼物（软陶泥），变声器给粉丝打电话送出礼物                                                                  |
| 21   | 2018年11月29日 | 直击上海见面会彩排舞台，Sunnee客串主持人爆笑探班化妆间 |
| 22   | 2018年12月6日  | 《时尚先生》拍摄片场花絮，谁是镜头王游戏，段奥娟Yamy双簧，紫宁《恋人未满》 |
| 23   | 2018年12月13日 | 成都首唱会后台欢乐多，Yamy变主持采访队员，首唱会后台采访视频,Sunnee吴宣仪紫宁段奥娟给粉丝送惊喜，彩蛋超越心里话                                                                     |
| 24   | 2018年12月20日 | 火箭少女101魔鬼训练课，声乐课排练《Light》,体能课，恐怖箱游戏，Sunnee模仿成员 |
| 25   | 2018年12月27日 | 腾讯员工见面会，队员共同观看成团半年纪录片 |
| 26   | 2019年1月3日   | 加长集锦福利 |

## 开挂季
| 期數（总期数） | 發佈日期      | 內容 | MC主持人 |
| 1（27）        | 2019年3月28日 | 火箭少女101成员Yamy、段奥娟、赖美云、Sunnee、徐梦洁前往突尼斯大使馆为火箭少女101领取最佳突出贡献奖，后演唱会排练训练完参与扭蛋机小游戏  | 不適用   |
| 2（28）        | 2019年4月4日  | 直击广州演唱会幕后（彩排和演出） | 不適用   |
| 3（29）        | 2019年4月11日 | 火箭少女101成员Yamy、段奥娟、赖美云、傅菁密室逃脱（上）                                                                                 | 不適用   |
| 4（30）        | 2019年4月18日 | 火箭少女101成员Yamy、段奥娟、赖美云、傅菁密室逃脱（下）                                                                                 | 不適用   |
| 5（31）        | 2019年4月25日 | 火箭少女101成员开包大挑战，段奥娟开挂季挑战--天台唱歌，演唱《Love Story》、《Fireworks》、《幸福的时光》                                | 不適用   |
| 6（32）        | 2019年5月2日  | 火箭少女101探班新浪娱乐，傅菁开挂季挑战--学习骑马                                                                                       | 孟美岐   |
| 7（33）        | 2019年5月9日  | 火箭少女101成员母亲节聊妈妈，孟美岐EP拍摄实录花絮，赖美云开挂季挑战--无剧本综艺之小七的一天                                             | Yamy     |
| 8（34）        | 2019年5月16日 | Sunnee为孟美岐、傅菁拍大片，李紫婷开挂季挑战--学习京剧                                                                                  | 孟美岐   |
| 9（35）        | 2019年5月23日 | 演唱会排练花絮，徐梦洁开挂季挑战--爱与责任的化身，一日幼稚园老师体验，杨超越开挂季挑战--钢枪少年，VR游戏大闯关                          | Sunnee   |
| 10（36）       | 2019年5月30日 | 火箭少女101成员回忆儿童节，Yamy开挂季挑战--学做饭团，吴宣仪开挂季挑战--收工后的两小时，为家人买药品，体验养生项目，孟美岐犟练习室特别版 | 赖美云   |
| 11（37）       | 2019年6月5日  | 火箭少女101成员为高考加油，紫宁开挂季挑战--一日花店经营，Sunnee开挂季挑战--游乐场大作战                                                 | 吴宣仪   |
| 12（38）       | 2019年6月13日 | 孟美岐开挂季挑战--给粉丝打电话，给妈妈演唱《陌生的女孩》，孟美岐、段奥娟、Yamy、紫宁、李紫婷为自闭症中心孩子准备午饭                    | 不適用   |
| 番外           | 2019年5月1日  | 徐梦洁带兔子霍麻辣洗澡逛宠物店的一天 | 不適用   |
| 番外           | 2019年6月1日  | 六一快乐！童心永不泯 段奥娟18岁生日记录                                                                                                 | 不適用   |

## 立风季
| 期數（总期数） | 發佈日期       | 內容                                                                              |
| 1（39）        | 2019年8月1日   | 火箭少女101成团一周年幕后直击                                                     |
| 2（40）        | 2019年8月8日   | 杨超越变厨娘，紫宁暖心弹唱                                                        |
| 3（41）        | 2019年8月15日  | 孟美岐秘制瘦身餐，李紫婷见粉丝动情落泪                                            |
| 4（42）        | 2019年8月22日  | 火箭少女101整蛊大作战，拍摄于《立风》专辑直拍录制时                               |
| 5（43）        | 2019年8月29日  | 火箭少女101成员吴宣仪、段奥娟、Yamy、李紫婷前往北京领养日中心，照顾流浪猫狗（上） |
| 6（44）        | 2019年9月5日   | 火箭少女101成员吴宣仪、段奥娟、Yamy、李紫婷前往北京领养日中心，照顾流浪猫狗（下） |
| 7（45）        | 2019年9月12日  | 火箭少女101集体收到神秘礼盒，拍摄于《飒小姐》MV录制时                             |
| 8（46）        | 2019年9月19日  | 吴宣仪、徐梦洁制造暖心惊喜                                                        |
| 9 ( 47 )       | 2019年9月26日  | Sunnee和小粉丝合唱,赖美云与粉丝聊天                                               |
| 10（48）       | 2019年10月3日  | 段奥娟、yamy、傅菁神祕见粉丝                                                      |
| 11（49）       | 2019年10月10日 | Yamy、紫宁腰绑绳索飞越两百米峡谷，悬崖边上荡秋千！                                |
| 12（50）       | 2019年10月17日 | Yamy、紫宁挑战悬崖蹦极，火箭少女回忆成团心路历程                                  |